# Draft NBA 1951
Il Draft NBA 1951 si è svolto il 25 aprile 1951 a New York in 12 giri con 87 giocatori selezionati. La prima scelta Gene Melchiorre non giocò neanche un minuto in NBA perché coinvolto in uno scandalo per aver truccato delle partite al college.

## Scelta territoriale
|  | = All-Star     |
|  | = Hall of Fame |

| Scelta | Giocatore    | Nazionalità | Squadra NBA        | Scuola/ex squadra |
| ------ | ------------ | ----------- | ------------------ | ----------------- |
|        | Whitey Skoog | Stati Uniti | Minneapolis Lakers | Minnesota         |

## Giocatori scelti al 1 ° giro
| Scelta | Giocatore       | Nazionalità | Squadra NBA            | Scuola/ex squadra    |
| ------ | --------------- | ----------- | ---------------------- | -------------------- |
| 1      | Gene Melchiorre | Stati Uniti | Baltimore Bullets      | Bradley              |
| 2      | Mel Hutchins    | Stati Uniti | Tri-Cities Blackhawks  | Brigham Young        |
| 3      | Marc Freiberger | Stati Uniti | Indianapolis Olympians | Oklahoma             |
| 4      | Zeke Sinicola   | Stati Uniti | Fort Wayne Pistons     | Niagara              |
| 5      | John McConathy  | Stati Uniti | Syracuse Nationals     | Northwestern State   |
| 6      | Ed Smith        | Stati Uniti | New York Knicks        | Harvard              |
| 7      | Ernie Barrett   | Stati Uniti | Boston Celtics         | Kansas State         |
| 8      | Sam Ranzino     | Stati Uniti | Rochester Royals       | North Carolina State |
| 9      | Don Sunderlage  | Stati Uniti | Philadelphia Warriors  | Illinois             |

## Giocatori scelti al 2º giro
| Scelta | Giocatore       | Nazionalità | Squadra NBA            | Scuola/ex squadra |
| ------ | --------------- | ----------- | ---------------------- | ----------------- |
| 10     | Jack Stone      | Stati Uniti | Baltimore Bullets      | Kansas State      |
| 11     | Bill Gossett    | Stati Uniti | Tri-Cities Blackhawks  | Colorado State    |
| 12     | Scotty Steagall | Stati Uniti | Indianapolis Olympians | Millikin          |
| 13     | Jack Kiley      | Stati Uniti | Fort Wayne Pistons     | Syracuse          |
| 14     | Don Savage      | Stati Uniti | Syracuse Nationals     | Le Moyne          |
| 15     | Roland Minson   | Stati Uniti | New York Knicks        | Brigham Young     |
| 16     | Bill Garrett    | Stati Uniti | Boston Celtics         | Indiana           |
| 17     | Ray Ragelis     | Stati Uniti | Rochester Royals       | Northwestern      |
| 18     | Mel Payton      | Stati Uniti | Philadelphia Warriors  | Tulane            |
| 19     | Lew Hitch       | Stati Uniti | Minneapolis Lakers     | Kansas State      |

## Giocatori scelti al 3º giro
| Scelta | Giocatore       | Nazionalità | Squadra NBA            | Scuola/ex squadra      |
| ------ | --------------- | ----------- | ---------------------- | ---------------------- |
| 20     | Billy Mann      | Stati Uniti | Baltimore Bullets      | Bradley                |
| 21     | Ron Bontemps    | Stati Uniti | Tri-Cities Blackhawks  | Beloit College         |
| 22     | Glenn Kammeyer  | Stati Uniti | Indianapolis Olympians | Central Missouri State |
| 23     | Jake Fendley    | Stati Uniti | Fort Wayne Pistons     | Northwestern           |
| 24     | Bato Govedarica | Stati Uniti | Syracuse Nationals     | DePaul                 |
| 25     | Joe Luchi       | Stati Uniti | New York Knicks        | Cincinnati             |
| 26     | John Furlong    | Stati Uniti | Boston Celtics         | Pepperdine             |
| 27     | Fred Diute      | Stati Uniti | Rochester Royals       | St. Bonaventure        |
| 28     | Bob Schloss     | Stati Uniti | Philadelphia Warriors  | Georgia                |
| 29     | Bob Payne       | Stati Uniti | Minneapolis Lakers     | Oregon State           |

## Giocatori scelti nei giri successivi con presenze nella NBA
| Scelta | Giocatore      | Nazionalità | Squadra NBA            | Scuola/ex squadra |
| ------ | -------------- | ----------- | ---------------------- | ----------------- |
| 31     | Jim Slaughter  | Stati Uniti | Tri-Cities Blackhawks  | South Carolina    |
| 32     | Bill Tosheff   | Stati Uniti | Indianapolis Olympians | Indiana           |
| 37     | Elmer Behnke   | Stati Uniti | Rochester Royals       | Bradley           |
| 48     | Mike Kearns    | Stati Uniti | Philadelphia Warriors  | Princeton         |
| 51     | John Rennicke  | Stati Uniti | Tri-Cities Blackhawks  | Drake             |
| 55     | Al McGuire     | Stati Uniti | New York Knicks        | St. John's        |
| 56     | Jim Luisi      | Stati Uniti | Boston Celtics         | St. Francis       |
| 68     | George Dempsey | Stati Uniti | Philadelphia Warriors  | King's College    |
| 77     | Jim Phelan     | Stati Uniti | Philadelphia Warriors  | La Salle          |